# Atlin-Vulkanfeld
Das Atlin-Vulkanfeld (engl. Atlin Volcanic Field) besteht aus zahlreichen Aschenkegeln aus dem späten Pleistozän und Holozän und liegt östlich des Atlin-Sees im Nordwesten der kanadischen Provinz British Columbia. Die größte vulkanische Erscheinung ist der Ruby Mountain (1895 m), benannt nach seinen auffällig farbigen Tephra-Ablagerungen auf seinem Gipfel und an seinen Flanken. Mündliche Überlieferungen von Minenarbeitern in der Gegend berichten von einem Ausbruch des Ruby Mountains im November 1898 und niedergehendem Ascheregen. Allerdings konnten Untersuchungen des Gebietes keine Anhaltspunkte für einen Ausbruch in historischer Zeit bestätigen, weshalb die Schilderungen als unsicher gelten.

## Vulkane
Zu den Vulkanen im Atlin-Vulkanfeld zählen:
- Volcanic Creek Cone
- Cracker Creek Cone
- Ruby Mountain
- Llangorse Mountain